# Ladislav Kačáni
Ladislav Kačáni (Lučenec, 1 de abril de 1931 - Bratislava, 5 de fevereiro de 2018) foi um futebolista e treinador eslovaco, que atuava como atacante.

## Carreira
Ladislav Kačáni fez parte do elenco da Seleção Tchecoslovaca de Futebol que disputou a Copa do Mundo de 1954.
Morreu aos 86 anos em 5 de fevereiro de 2018.